# Marrocos Tennis Tour – Casablanca
Marrocos Tennis Tour – Casablanca é um torneio tênis, que faz parte da série ATP Challenger Tour, realizado desde 2011, realizado em piso de saibro, em Casablanca, Marrocos

## Edições

### Simples
| Ano  | Campeões       | Finalistas       | Placar             | Ref. |
| ---- | -------------- | ---------------- | ------------------ | ---- |
| 2015 | Lamine Ouahab  | Javier Martí     | 6–0, 7–6(8–6)      |      |
| 2013 | Dominic Thiem  | Potito Starace   | 6-2, 7–5           |      |
| 2012 | Aljaž Bedene   | Nicolas Devilder | 7–6(8–6), 7–6(7–4) |      |
| 2011 | Evgeny Donskoy | Alessio di Mauro | 2–6, 6–3, 6–3      |      |

### Duplas
| Ano  | Campeões                          | Finalistas                         | Placar                | Ref. |
| ---- | --------------------------------- | ---------------------------------- | --------------------- | ---- |
| 2015 | Laurynas Grigelis Adrian Ungur    | Flavio Cipolla Alessandro Motti    | 3–6, 6–2, [10–5]      |      |
| 2013 | Claudio Grassi Riccardo Ghedin    | Gero Kretschmer Alexander Satschko | 6–4, 6–4              |      |
| 2012 | Walter Trusendi Matteo Viola      | Evgeny Donskoy Andrey Kuznetsov    | 1–6, 7–6(7–5), [10–3] |      |
| 2011 | Guillermo Alcaide Adrián Menéndez | Leonardo Tavares Simone Vagnozzi   | 6–2, 6–1              |      |